# Maximiliano Giusti
Maximiliano Giusti (San Nicolás, Provincia de Buenos Aires, Argentina, 18 de febrero de 1991-San Nicolás, 8 de octubre de 2016) fue un futbolista argentino. Jugaba de delantero y su último equipo fue La Emilia del Torneo Federal B.

## Clubes
| Club                   | País      | Año  |
| ---------------------- | --------- | ---- |
| Vélez Sarsfield        | Argentina | 2011 |
| Audax Italiano         | Chile     | 2011 |
| Almagro                | Argentina | 2012 |
| Guaraní Antonio Franco | Argentina | 2012 |
| Universidad San Martín | Perú      | 2013 |
| Pandurii Târgu Jiu     | Rumania   | 2014 |
| León de Huánuco        | Perú      | 2015 |
| Universitario          | Perú      | 2015 |
| Mushuc Runa            | Ecuador   | 2016 |
| La Emilia              | Argentina | 2016 |

## Palmarés

### Campeonatos nacionales
| Título           | Club            | País      | Año    |
| ---------------- | --------------- | --------- | ------ |
| Primera División | Vélez Sarsfield | Argentina | C-2011 |

## Fallecimiento
En la madrugada del 8 de octubre de 2016, Giusti falleció en un accidente automovilístico ocurrido en el Camino de la Costa, mientras se dirigía en su Audi A1 de regreso a San Nicolás, su ciudad natal, desde Ramallo. El hecho se produjo aproximadamente a las 4:00 a. m., luego de que el futbolista saliera despedido de su auto tras haber perdido el control del mismo. Tenía 25 años.